# Volkfien
Volkfien ist ein Ortsteil der Gemeinde Jameln in der Samtgemeinde Elbtalaue im niedersächsischen Landkreis Lüchow-Dannenberg.

## Geographie
Der Ort liegt zwei Kilometer westlich von Jameln.

## Geschichte
Für das Jahr 1848 sind im Statistischen Handbuch für das Königreich Hannover acht Wohngebäude mit 56 Einwohnern belegt. Zu jener Zeit gehörte der Ort zum Amt Dannenberg und trug auch den Namen Groß Volkfien.